# Amphipoea burrowsi
Amphipoea burrowsi är en fjärilsart som beskrevs av Chapman 1912. Amphipoea burrowsi ingår i släktet Amphipoea och familjen nattflyn. Inga underarter finns listade i Catalogue of Life.